# نادي كويلمس
كويلمس ، هو نادي كرة قدم أرجنتيني وهو نادي أساسي في الأرجنتين وقد تأسس هذا النادي سنة 1887 م .